# 札幌マスジド

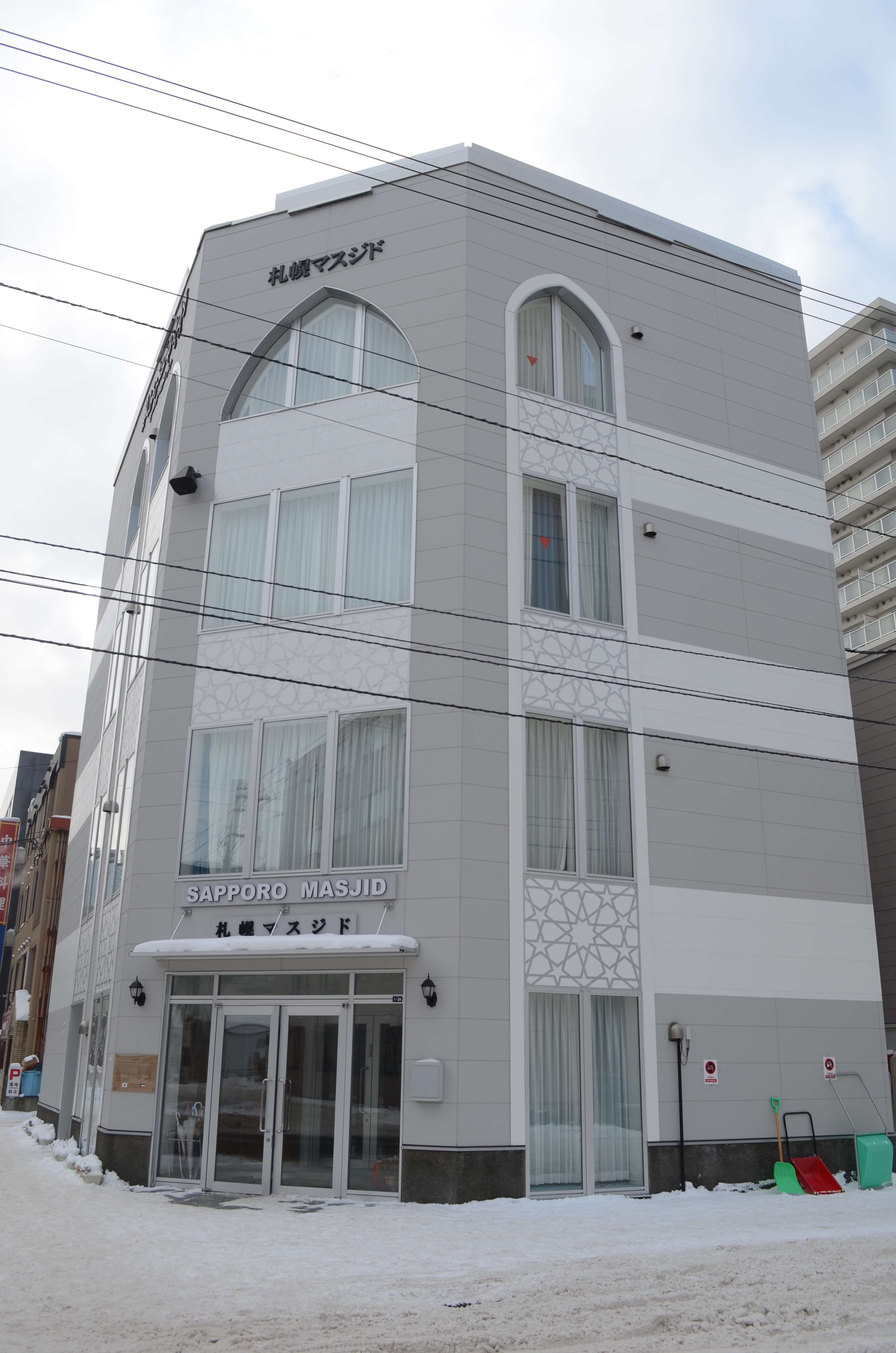
2代目（2024年12月）

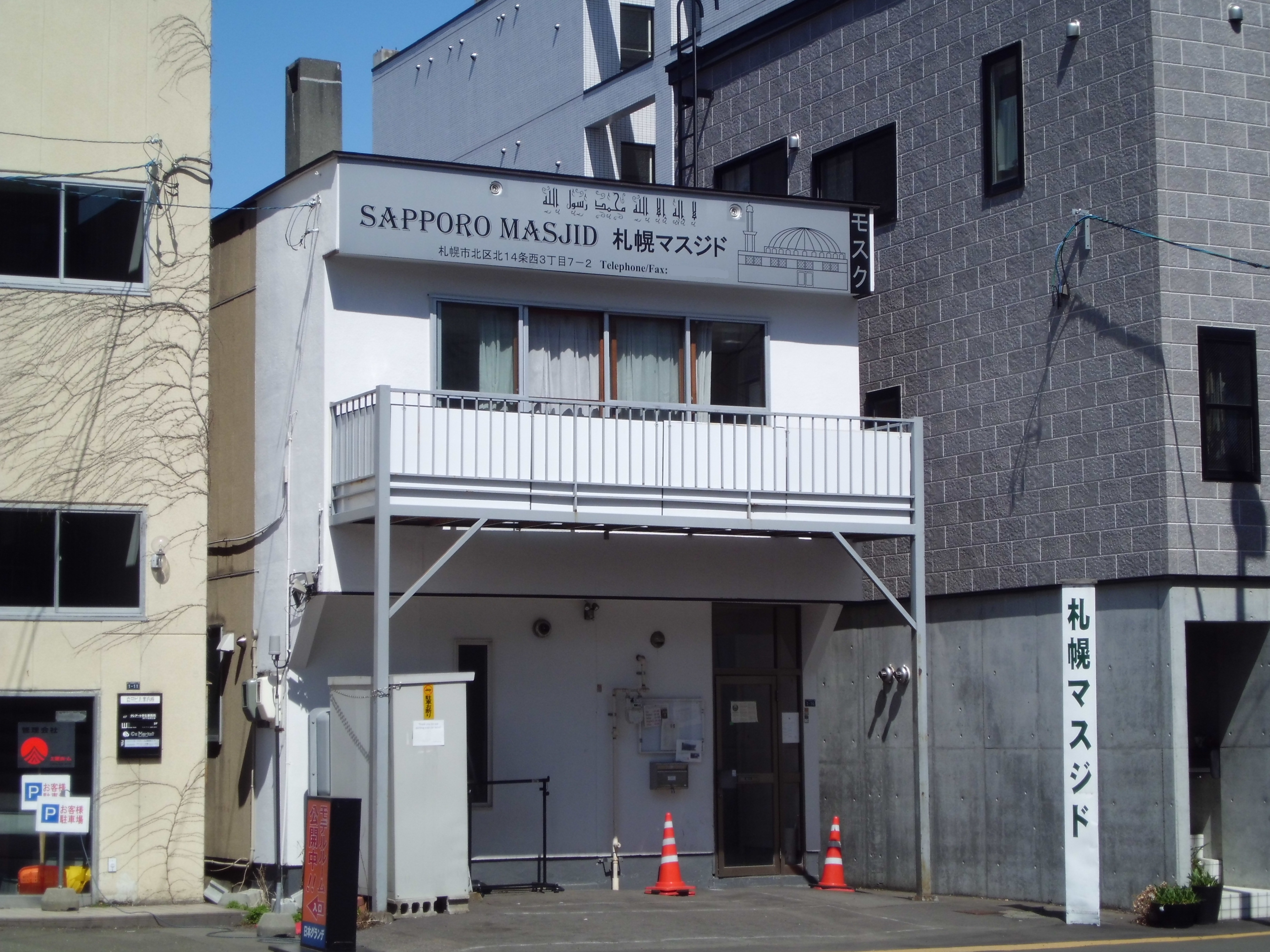
初代（2015年4月）

札幌マスジド（さっぽろマスジド）は、北海道札幌市北区北14条西4丁目1-29に所在するモスク。
宗教法人「北海道イスラミックソサエティ」が運営する。
日本人の地域住民との交流に力を入れており、ラマダーンの期間中に人々を招いてハラール料理を一緒に食べたり、大学生をモスクに招くなどの活動をしている。

## 概要

### 初代
北海道内で初のモスクとして、1993年に開設された。
建物は札幌市北区内の雑居ビルを用いていたが、信者数の増加に伴って手狭となったため、新築移転することにした。

### 2代目
日本国内外からの寄付金を約2億5000万円投じて、2023年11月に完成した。
建物は4階建てで、1階と4階に身を清めるための洗い場があり、礼拝室は男女別々に設けられている。